# Diatrypella
Diatrypella es un género de hongos en la familia Diatrypaceae. El género tiene una distribución amplia y contiene 33 especies.